# Vuelta a Suiza 1999
La Vuelta a Suiza 1999 fue la 63.ª edición de la carrera, que se disputó entre el 15 y el 24 de junio de 1999, para un recorrido total de 1 398,3 km con salida en Soletta y llegada a Winterthur. El italiano Francesco Casagrande se adjudicó la carrera.

## Etapas
| Etapa | Fecha       | Recorrido                   | km    | Vencedor de la etapa | Líder                |
| ----- | ----------- | --------------------------- | ----- | -------------------- | -------------------- |
| Prol. | 15 de junio | Soletta (CRI)               | 6     | Laurent Jalabert     | Laurent Jalabert     |
| 1.ª   | 16 de junio | Soletta > Losana            | 200   | Pascal Richard       | Laurent Jalabert     |
| 2.ª   | 17 de junio | Losana > Küssnacht          | 220,6 | Silvio Martinello    | Laurent Jalabert     |
| 3.ª   | 18 de junio | Bellinzona > Grindelwald    | 171,4 | Gilberto Simoni      | Gilberto Simoni      |
| 4.ª   | 19 de junio | Sierre > Sierre (CRI)       | 30    | Raivis Belohvoščiks  | Jan Ullrich          |
| 5.ª   | 20 de junio | Meiringen > Meiringen (CRI) | 29,5  | Viacheslav Yekímov   | Laurent Jalabert     |
| 6.ª   | 21 de junio | Küssnacht > Mauren          | 162   | Matthew White        | Laurent Jalabert     |
| 7.ª   | 22 de junio | Landeck > Nauders           | 47,5  | Oscar Camenzind      | Laurent Jalabert     |
| 8.ª   | 23 de junio | Nauders > Arosa             | 168,6 | Francesco Casagrande | Francesco Casagrande |
| 9.ª   | 22 de junio | Coira > Winterthur          | 225,2 | Maurizio De Pasquale | Francesco Casagrande |

## Detalles de la etapa

### Prólogo
- 15 de junio: Soletta – CRI – 6 km[1]

Resultados
| Pos. | Corredor           | Equipo      | Tiempo |
| ---- | ------------------ | ----------- | ------ |
| 1    | Laurent Jalabert   | ONCE        | 7'12"  |
| 2    | Viacheslav Yekímov | Amica Chips | a 9"   |
| 3    | Daniel Schnider    | Post Swiss  | a 11"  |

| Pos. | Corredor           | Equipo      | Tiempo |
| ---- | ------------------ | ----------- | ------ |
| 1    | Laurent Jalabert   | ONCE        | 7'12"  |
| 2    | Viacheslav Yekímov | Amica Chips | a 9"   |
| 3    | Daniel Schnider    | Post Swiss  | a 11"  |

### 1.ª etapa
- 16 de junio: Soletta > Losana – 200 km[2]

Resultados
| Pos. | Corredor             | Equipo         | Tiempo   |
| ---- | -------------------- | -------------- | -------- |
| 1    | Pascal Richard       | Mobilvetta     | 4h46'05" |
| 2    | Francesco Casagrande | Vini Caldirola | a 1"     |
| 3    | Laurent Jalabert     | ONCE           | s.t.     |

| Pos. | Corredor         | Equipo     | Tiempo   |
| ---- | ---------------- | ---------- | -------- |
| 1    | Laurent Jalabert | ONCE       | 4h53'13" |
| 2    | Roberto Petito   | Saeco      | a 18"    |
| 3    | Pascal Richard   | Mobilvetta | a 19"    |

### 2.ª etapa
- 17 de junio: Losana > Küssnacht – 220,6 km[3]

Resultados
| Pos. | Corredor          | Equipo     | Tiempo   |
| ---- | ----------------- | ---------- | -------- |
| 1    | Silvio Martinello | Team Polti | 5h43'58" |
| 2    | Mario Traversoni  | Saeco      | s.t.     |
| 3    | Markus Zberg      | Rabobank   | s.t.     |

| Pos. | Corredor         | Equipo     | Tiempo    |
| ---- | ---------------- | ---------- | --------- |
| 1    | Laurent Jalabert | ONCE       | 10h37'11" |
| 2    | Roberto Petito   | Saeco      | a 14"     |
| 3    | Pascal Richard   | Mobilvetta | a 19"     |

### 3.ª etapa
- 18 de junio: Bellinzona > Chiasso – 167,5 km[4]

Resultados
| Pos. | Corredor           | Equipo      | Tiempo   |
| ---- | ------------------ | ----------- | -------- |
| 1    | Gabriele Missaglia | Lampre      | 4h08'32" |
| 2    | Mikel Zarrabeitia  | ONCE        | a 3"     |
| 3    | Amilcare Tronca    | Amica Chips | a 8"     |

| Pos. | Corredor           | Equipo | Tiempo    |
| ---- | ------------------ | ------ | --------- |
| 1    | Laurent Jalabert   | ONCE   | 14h46'06" |
| 2    | Gabriele Missaglia | Lampre | a 18"     |
| 3    | Armin Meier        | Saeco  | a 20"     |

### 4.ª etapa
- 19 de junio: Bellinzona > Grindelwald – 171,4 km[5]

Resultados
| Pos. | Corredor             | Equipo         | Tiempo   |
| ---- | -------------------- | -------------- | -------- |
| 1    | Gilberto Simoni      | Ballan         | 5h23'59" |
| 2    | Francesco Casagrande | Vini Caldirola | s.t.     |
| 3    | Laurent Jalabert     | ONCE           | a 47"    |

| Pos. | Corredor             | Equipo         | Tiempo    |
| ---- | -------------------- | -------------- | --------- |
| 1    | Gilberto Simoni      | Ballan         | 20h10'23" |
| 2    | Francesco Casagrande | Vini Caldirola | a 8"      |
| 3    | Laurent Jalabert     | ONCE           | a 25"     |

### 5.ª etapa
- 20 de junio: Meiringen > Meiringen - (CRI) – 29,5 km[6]

Resultados
| Pos. | Corredor           | Equipo        | Tiempo  |
| ---- | ------------------ | ------------- | ------- |
| 1    | Viacheslav Yekímov | Amica Chips   | 36'09"  |
| 2    | Steffen Wesemann   | Deutsche Tel. | a 34"   |
| 3    | Martin Hvastija    | Ballan        | a 1'00" |

| Pos. | Corredor             | Equipo         | Tiempo    |
| ---- | -------------------- | -------------- | --------- |
| 1    | Laurent Jalabert     | ONCE           | 20h48'20" |
| 2    | Gilberto Simoni      | Ballan         | a 2"      |
| 3    | Francesco Casagrande | Vini Caldirola | a 12"     |

### 6.ª etapa
- 21 de junio: Küssnacht > Mauren – 162 km[7]

Resultados
| Pos. | Corredor       | Equipo         | Tiempo   |
| ---- | -------------- | -------------- | -------- |
| 1    | Matthew White  | Vini Caldirola | 3h46'55" |
| 2    | Roberto Petito | Saeco          | a 6"     |
| 3    | Erik Dekker    | Rabobank       | s.t.     |

| Pos. | Corredor             | Equipo         | Tiempo    |
| ---- | -------------------- | -------------- | --------- |
| 1    | Laurent Jalabert     | ONCE           | 24h38'17" |
| 2    | Gilberto Simoni      | Ballan         | a 2"      |
| 3    | Francesco Casagrande | Vini Caldirola | a 10"     |

### 7.ª etapa
- 22 de junio: Landeck (Austria) > Nauders (Austria) – 47,5 km

Resultados
| Pos. | Corredor             | Equipo         | Tiempo   |
| ---- | -------------------- | -------------- | -------- |
| 1    | Oscar Camenzind      | Lampre         | 1h00'22" |
| 2    | Markus Zberg         | Rabobank       | s.t.     |
| 3    | Francesco Casagrande | Vini Caldirola | s.t.     |

| Pos. | Corredor             | Equipo         | Tiempo    |
| ---- | -------------------- | -------------- | --------- |
| 1    | Laurent Jalabert     | ONCE           | 25h38'39" |
| 2    | Gilberto Simoni      | Ballan         | a 2"      |
| 3    | Francesco Casagrande | Vini Caldirola | a 6"      |

### 8.ª etapa
- 23 de junio: Nodrio (Austria) > Arosa – 168,6 km[8]

Resultados
| Pos. | Corredor             | Equipo         | Tiempo   |
| ---- | -------------------- | -------------- | -------- |
| 1    | Francesco Casagrande | Vini Caldirola | 4h32'20" |
| 2    | Laurent Dufaux       | Saeco          | a 35"    |
| 3    | Giuseppe Guerini     | Deutsche Tel.  | a 45"    |

| Pos. | Corredor             | Equipo         | Tiempo    |
| ---- | -------------------- | -------------- | --------- |
| 1    | Francesco Casagrande | Vini Caldirola | 30h10'55" |
| 2    | Laurent Jalabert     | ONCE           | a 1'04"   |
| 3    | Gilberto Simoni      | Ballan         | a 1'11"   |

### 9.ª etapa
- 24 de junio: Echur > Winterthur – 225,2 km[9]

Resultados
| Pos. | Corredor             | Equipo        | Tiempo   |
| ---- | -------------------- | ------------- | -------- |
| 1    | Maurizio De Pasquale | Amore & Vita  | 5h10'01" |
| 2    | Patrick Vetsch       | Post Swiss    | s.t.     |
| 3    | Gianpaolo Mondini    | Cantina Tollo | s.t.     |

| Pos. | Corredor             | Equipo         | Tiempo    |
| ---- | -------------------- | -------------- | --------- |
| 1    | Francesco Casagrande | Vini Caldirola | 35h22'40" |
| 2    | Laurent Jalabert     | ONCE           | a 1'04"   |
| 3    | Gilberto Simoni      | Ballan         | a 1'11"   |

## Clasificaciones finales

### Clasificación general
| Pos. | Corredor             | Equipo         | Tiempo    |
| ---- | -------------------- | -------------- | --------- |
| 1    | Francesco Casagrande | Vini Caldirola | 35h22'40" |
| 2    | Laurent Jalabert     | ONCE           | a 1'04"   |
| 3    | Gilberto Simoni      | Ballan         | a 1'11"   |
| 4    | Laurent Dufaux       | Saeco          | a 1'16"   |
| 5    | Oscar Camenzind      | Lampre         | a 1'45"   |
| 6    | Sven Montgomery      | Post Swiss     | a 3'57"   |
| 7    | Roberto Sgambelluri  | Cantina Tollo  | a 4'21"   |
| 8    | Giuseppe Guerini     | Deutsche Tel.  | s.t.      |
| 9    | Mikel Zarrabeitia    | ONCE           | a 4'29"   |
| 10   | Pavel Tonkov         | Mapei          | a 4'32"   |

### Clasificación de la montaña
| Pos. | Corredor             | Equipo         | Puntos |
| ---- | -------------------- | -------------- | ------ |
| 1    | Markus Zberg         | Rabobank       | 63     |
| 2    | Fabio Roscioli       | Amica Chips    | 56     |
| 3    | Francesco Casagrande | Vini Caldirola | 55     |
| 4    | Pascal Richard       | Mobilvetta     | 41     |
| 5    | Laurent Dufaux       | Saeco          | 41     |

### Clasificación por puntos
| Pos. | Corredor             | Equipo         | Puntos |
| ---- | -------------------- | -------------- | ------ |
| 1    | Laurent Jalabert     | ONCE           | 95     |
| 2    | Francesco Casagrande | Vini Caldirola | 89     |
| 3    | Gilberto Simoni      | Lampre         | 70     |
| 4    | Oscar Camenzind      | Saeco          | 68     |
| 5    | Laurent Dufaux       | Saeco          | 62     |

### Clasificación por equipos
| Pos. | Equipo                         | Tiempo     |
| ---- | ------------------------------ | ---------- |
| 1    | Cantina Tollo-Alexia Alluminio | 106h30'04" |
| 2    | Saeco-Cannondale               | a 3'24"    |
| 3    | Post Swiss Team                | a 3'57"    |
| 4    | Rabobank                       | a 16'09"   |
| 5    | Mapei-Quick Step               | a 19'29"   |